# À la recherche de l'ex
À la recherche de l'ex (Moonshine River) est le premier épisode de la vingt-quatrième saison de la série télévisée Les Simpson et le 509e épisode de la série. Il est sorti en première sur la chaine américaine Fox le 30 septembre 2012.

## Synopsis
Un tournoi du Grand Prix de Springfield Grand et le stade final de la Tour de Springfield tourne au vinaigre lorsque les voitures de course et les cyclistes entrent en collision les uns avec les autres. Lors du bal clôturant la compétition, Bart surprend Lisa à danser avec Milhouse et se moque d'eux. Lisa lui rétorque qu'il ne pourra jamais avoir une danse et que ses relations ne durent jamais longtemps, parce que ses petites amies finissent toujours par découvrir sa véritable nature.
Bart se rend compte que Lisa a raison et, dans l'espoir de trouver ce qui ne va pas en lui, rend visite à toutes ses petites amies passées pour voir si elles l'aiment encore, mais aucune ne souhaite lui adresser la parole. Bart voit sa dernière chance en la personne de Mary Spuckler. Milhouse et lui visitent les Spuckler, mais Cletus les informe que Mary s'est enfuie alors qu'il s'apprêtait à la marier avec un autre hillbilly, et qu'il ne sait pas où elle est. Cependant, le frère de Mary, Dubya, révèle à Bart que sa sœur se trouve à New York et lui donne son adresse.
Convaincu que Mary pourrait être son véritable amour, Bart demande à Homer et Marge s'ils peuvent se rendre à New York. Après quelques hésitations, la famille trouve le moyen de financer son voyage en échangeant sa maison avec une famille de new-yorkais (bien que celle-ci ait été intentionnellement dirigée vers la maison Flanders).
Une fois sur place, Bart apprend que Mary travaille comme écrivain et dispose d'une performance sur Saturday Night Live. Mary et plusieurs habitants de New York chantent une chanson pour Bart, et les deux se rendent compte qu'ils s'aiment vraiment. Mais alors qu'ils s'apprêtaient à s'embrasser, Cletus arrive et ordonne à sa fille de rentrer à Springfield. Mary décide de désobéir à son père et après avoir fait ses adieux à Bart, prend le train pour une autre destination que le garçon choisit de garder secrète.
De leur côté, Marge, Lisa et Maggie décident de profiter de leur séjour pour se cultiver, mais échouent dans leur tentative d'assister à un Broadway show. Elles décident de se rabattre sur une représentation de Roméo et Juliette donnée au parc de Shakespeare, mais leurs espoirs sont déçus lorsque le gestionnaire annonce au dernier moment que la pièce est annulée. Furieuses, Marge et Lisa recrutent des membres de l'auditoire pour tenir les rôles afin que le spectacle puisse avoir lieu.